# Ніна Паталон
Ніна Паталон (пол. Nina Patalon; нар. 20 січня 1986, Дзялдово, Польща) — польська футболістка та тренерка, виступала на позиції півзахисниці. З березня 2021 року — головна тренерка жіночої національної збірної Польщі (перша жінка на цій посаді).

## Клубна кар'єра
Футбольну кар'єру розпочала 2002 року в «Медику» (Конін), де грала багато років, за винятком нетривалого періоду часу, коли захищала кольори «Чарні» (Сосновець). У 2011 році через травму завершила спортивну кар'єру.
У 2013 році перебувла в команді «Дельфін» (Шлесин), а в сезоні 2014/15 років — АЗС УАМ (Познань).

## Кар'єра в збірній
У 2004–2006 роках захищала кольори молодіжної збірної Польщі (WU-19). У 2009 році входила до складу збірної Польщі на літній Універсіаді 2009 року в Белграді.

## Кар'єра тренерки
Після завершення кар'єри гравчині Паталон присвятила себе тренерській діяльності. У 2010 році закінчила Академію фізичного виховання в Познані, де отримала ліцензію тренера другого розряду.
З 2010 року тренувала дівчат 1996 року народження «Медика» (Конін), а в січні 2011 року разом з Анною Гавронською очолила першу команду «Медика». З 2011 року допомагала тренувати дівочу збірну Польщі (WU-15). У травні 2014 року призначена головною тренеркою дівочої збірної Польщі (WU-17), з яким вона вийшла до фіналу чемпіонату сезону 2018 року. Це був другий вихід на ці змагання в історії польської команди. У самому турнірі після нічиї з Англією (2:2) та Італією (0:0) та поразки від Іспанії (0:5) польки зайняли сьоме місце, не вибувши з групи. У 2019 році очолила молодіжну збірну Польщі (WU-19).
У березні 2021 року замінила тимчасово звільненого Мілоша Степінського на посаді тренера національної збірної Польщі. Стала першою жінкою в історії, яка обіймала цю посаду. Дебютувала на новій посаді 13 квітня 2021 року в товариському матчі зі Швецією (2:4). 29 квітня 2021 року на нетривалий період часу стала штатною селекціонеркою.
Вона також є координаторкою підготовки жіночого футболу в Польській футбольній асоціації та єдиною жінкою в Польщі з ліцензією УЄФА Pro.

## Досягнення

### Як гравчині
«Медик» (Конін)
- Екстракляса
  -  Срібний призер (4): 2004/05, 2006/07, 2007/08, 2010/11
  -  Бронзовий призер (2): 2003/04, 2008/09

- Кубок Польщі
  -  Володар (3): 2004/05, 2005/06, 2008/09

- Молодіжний чемпіонат Польщі
  -  Чемпіон (3): 2004, 2005, 2006

### Кар'єра тренера
«Медик» (Конін) (дівчата 1996 року народження)
- Молодіжний чемпіонат Польщі
  -  Чемпіон (2): 2010/11, 2011/12
  -  Срібний призер (1): 2012/13

«Медик» (Конін)
- Екстракляса
  -  Срібний призер (2): 2011/12, 2012/13

- Кубок Польщі
  -  Фіналіст (1): 2011/12

дівоча збірна Польщі (WU-17)
- Жіночий чемпіонат Європи (WU-17)
  - вихід з кваліфікації (1): 2018